# Geelong World Cup 2008
La 11e édition de la Geelong World Cup a lieu le 24 février 2008. C'est la première épreuve de la Coupe du monde. Elle est remportée par l'Américaine Katheryn Curi Mattis.

## Parcours
Huit tours d'un circuit de 14,8 km sont à parcourir.

## Équipes
| Équipes féminines professionnelles (8)- Cervélo-Lifeforce - Giant Pro Cycling - High Road Women - Lotto-Belisol Ladiesteam - Menikini-Selle Italia-Masters Color - Equipe Nürnberger Versicherung - Vrienden van het Platteland - Webcor Builders Équipes nationales (3)- Australie - États-Unis - Nouvelle-Zélande Équipe féminines amateur (5)- Landlink ACTAS - MB Cycles Womens - NSWIS-CBD-Degani - QAS - VIS |
| |

## Favorites
L'équipe High Road, avec Ina-Yoko Teutenberg et Oenone Wood pour le sprint, fait figure de favorite. Cervélo a également une force collective importante avec notamment Christiane Soeder. Sara Carrigan et Regina Schleicher sont les outsiders de la course.

## Récit de course
La météo est fraîche. Dans le premier tour, une échappée de douze coureuses dont Belinda Goss et Suzanne De Goede, se forme. High Road mène la poursuite et provoque le regroupement un tour plus tard. Katheryn Curi Mattis et Emma Rickards contrent. Elles ont jusqu'à six minutes cinquante d'avance. La formation High Road chasse, mais sans l'aide des autres équipes, ne parvient pas reprendre le duo. Dans le final, Curi Mattis attaque, mais Rickards résiste. Elles se départagent au sprint et Curi Mattis lève les bras.

## Classements

### Classement final
| \| Classement général \| Classement général \| Classement général \| Classement général \| Classement général \| \| Coureuse \| Coureuse \| Pays \| Équipe \| Temps \| \| ------------------ \| ------------------- \| ------------------ \| ----------------------------------- \| ------------------ \| \| 1re \| Katheryn Curi \| États-Unis \| Webcor Builders \| 3 h 04 min 46 s \| \| 2e \| Emma Rickards \| Australie \| Cervélo Lifeforce \| + 0 s \| \| 3e \| Ina-Yoko Teutenberg \| Allemagne \| High Road Women \| + 1 min 08 s \| \| 4e \| Rochelle Gilmore \| Australie \| Menikini-Selle Italia-Masters Color \| + 1 min 08 s \| \| 5e \| Regina Schleicher \| Allemagne \| Equipe Nürnberger Versicherung \| + 1 min 08 s \| \| 6e \| Suzanne de Goede \| Pays-Bas \| Equipe Nürnberger Versicherung \| + 1 min 08 s \| \| 7e \| Tiffany Cromwell \| Australie \| Australie \| + 1 min 08 s \| \| 8e \| Charlotte Becker \| Allemagne \| Equipe Nürnberger Versicherung \| + 1 min 08 s \| \| 9e \| Gina Grain \| Canada \| Webcor Builders \| + 1 min 08 s \| \| 10e \| Sarah Düster \| Allemagne \| Cervélo Lifeforce \| + 1 min 08 s \| |                     |            |                                     |                 |
| |                     |            |                                     |                 |
| |                     |            |                                     |                 |
| Classement général |                     |            |                                     |                 |
| Coureuse | Coureuse            | Pays       | Équipe                              | Temps           |
| 1re | Katheryn Curi       | États-Unis | Webcor Builders                     | 3 h 04 min 46 s |
| 2e | Emma Rickards       | Australie  | Cervélo Lifeforce                   | + 0 s           |
| 3e | Ina-Yoko Teutenberg | Allemagne  | High Road Women                     | + 1 min 08 s    |
| 4e | Rochelle Gilmore    | Australie  | Menikini-Selle Italia-Masters Color | + 1 min 08 s    |
| 5e | Regina Schleicher   | Allemagne  | Equipe Nürnberger Versicherung      | + 1 min 08 s    |
| 6e | Suzanne de Goede    | Pays-Bas   | Equipe Nürnberger Versicherung      | + 1 min 08 s    |
| 7e | Tiffany Cromwell    | Australie  | Australie                           | + 1 min 08 s    |
| 8e | Charlotte Becker    | Allemagne  | Equipe Nürnberger Versicherung      | + 1 min 08 s    |
| 9e | Gina Grain          | Canada     | Webcor Builders                     | + 1 min 08 s    |
| 10e | Sarah Düster        | Allemagne  | Cervélo Lifeforce                   | + 1 min 08 s    |

## Liste des participantes
| Légende | Légende                                                                    | Légende | Légende                                                    |
| ------- | -------------------------------------------------------------------------- | ------- | ---------------------------------------------------------- |
| Num     | Dossard de départ porté par le coureur sur cette Geelong World Cup         | Pos     | Position à l'arrivée de la course                          |
|         | Indique un maillot de champion national ou mondial, suivi de sa spécialité | NP      | Indique un coureur qui n'a pas pris le départ de la course |
| AB      | Indique un coureur qui n'a pas terminé la course                           | HD      | Indique un coureur qui a terminé la course hors des délais |

| High Road Women TMP | High Road Women TMP       | High Road Women TMP |
| ------------------- | ------------------------- | ------------------- |
| Num                 | Coureuse                  | Pos                 |
| 1                   | Judith Arndt (GER)        | AB                  |
| 2                   | Alexis Rhodes (AUS)       | 50e                 |
| 3                   | Chantal Beltman (NED)     | 54e                 |
| 4                   | Ina-Yoko Teutenberg (GER) | 3e                  |
| 5                   | Linda Villumsen (DEN)     | 53e                 |
| 6                   | Oenone Wood (AUS) (route) | 38e                 |

| Equipe Nürnberger Versicherung NUR | Equipe Nürnberger Versicherung NUR | Equipe Nürnberger Versicherung NUR |
| ---------------------------------- | ---------------------------------- | ---------------------------------- |
| Num                                | Coureuse                           | Pos                                |
| 11                                 | Charlotte Becker (GER)             | 8e                                 |
| 12                                 | Suzanne de Goede (NED)             | 6e                                 |
| 13                                 | Eva Lutz (GER)                     | AB                                 |
| 14                                 | Edita Pučinskaitė (LTU)            | 26e                                |
| 15                                 | Regina Schleicher (GER)            | 5e                                 |
| 16                                 | Trixi Worrack (GER)                | 27e                                |

| Menikini-Selle Italia-Masters Color MSI | Menikini-Selle Italia-Masters Color MSI | Menikini-Selle Italia-Masters Color MSI |
| --------------------------------------- | --------------------------------------- | --------------------------------------- |
| Num                                     | Coureuse                                | Pos                                     |
| 21                                      | Susanne Ljungskog (SWE)                 | NP                                      |
| 22                                      | Rochelle Gilmore (AUS) (route)          | 4e                                      |
| 23                                      | Olivia Gollan (AUS)                     | HD                                      |
| 24                                      | Natalie Bates (AUS)                     | 42e                                     |
| 25                                      | Miho Oki (JPN) (route)                  | 11e                                     |
| 26                                      | Marina Romoli (ITA)                     | AB                                      |

| Cervélo Lifeforce RLT | Cervélo Lifeforce RLT   | Cervélo Lifeforce RLT |
| --------------------- | ----------------------- | --------------------- |
| Num                   | Coureuse                | Pos                   |
| 31                    | Kristin Armstrong (USA) | 37e                   |
| 32                    | Priska Doppmann (SUI)   | 14e                   |
| 33                    | Sarah Düster (GER)      | 10e                   |
| 34                    | Emma Rickards (AUS)     | 2e                    |
| 35                    | Christiane Soeder (AUT) | 43e                   |

| Vrienden van het Platteland VVP | Vrienden van het Platteland VVP | Vrienden van het Platteland VVP |
| ------------------------------- | ------------------------------- | ------------------------------- |
| Num                             | Coureuse                        | Pos                             |
| 41                              | Tina Pic (USA)                  | 19e                             |
| 42                              | Nikki Butterfield (AUS)         | AB                              |
| 43                              | Lorian Graham (AUS)             | 24e                             |
| 44                              | Jaccolien Wallaard (NED)        | 51e                             |

| Giant Pro Cycling GPC | Giant Pro Cycling GPC   | Giant Pro Cycling GPC |
| --------------------- | ----------------------- | --------------------- |
| Num                   | Coureuse                | Pos                   |
| 51                    | Meng Lang (CHN) (route) | 16e                   |
| 52                    | Yong Li Liu (CHN)       | 20e                   |
| 53                    | Huang Xiaomei (CHN)     | AB                    |
| 54                    | Gao Min (CHN)           | 41e                   |
| 55                    | Wang Fei (CHN)          | 32e                   |
| 56                    | Li Chen (CHN)           | AB                    |

| Webcor Builders ___ | Webcor Builders ___       | Webcor Builders ___ |
| ------------------- | ------------------------- | ------------------- |
| Num                 | Coureuse                  | Pos                 |
| 61                  | Christine Thorburn (USA)  | 45e                 |
| 62                  | Katheryn Curi (USA)       | 1re                 |
| 63                  | Amy Dombroski (USA)       | AB                  |
| 64                  | Erinne Willock (CAN)      | 40e                 |
| 65                  | Alexandra Wrubleski (CAN) | 30e                 |
| 66                  | Gina Grain (CAN) (route)  | 9e                  |

| Lotto-Belisol Ladiesteam LBL | Lotto-Belisol Ladiesteam LBL | Lotto-Belisol Ladiesteam LBL |
| ---------------------------- | ---------------------------- | ---------------------------- |
| Num                          | Coureuse                     | Pos                          |
| 71                           | Sara Carrigan (AUS)          | 47e                          |
| 72                           | Emma Mackie (AUS)            | 36e                          |
| 73                           | Kim Schoonbaert (BEL)        | AB                           |
| 74                           | Kathy Watt (AUS) (route)     | 55e                          |

| Australie AUS | Australie AUS    | Australie AUS |
| ------------- | ---------------- | ------------- |
| Num           | Coureuse         | Pos           |
| 81            | Jocelyn Loane    | AB            |
| 82            | Peta Mullens     | 12e           |
| 83            | Bridie O'Donnell | AB            |
| 84            | Tiffany Cromwell | 7e            |
| 85            | Carla Ryan       | 35e           |
| 86            | Amanda Spratt    | 34e           |

| États-Unis USA | États-Unis USA    | États-Unis USA |
| -------------- | ----------------- | -------------- |
| Num            | Coureuse          | Pos            |
| 91             | Lauren Franges    | 22e            |
| 92             | Alison Powers     | 39e            |
| 93             | Carmen McNellis   | 48e            |
| 94             | Katharine Carroll | AB             |
| 95             | Christine Ruiter  | 44e            |

| Nouvelle-Zélande NZL | Nouvelle-Zélande NZL | Nouvelle-Zélande NZL |
| -------------------- | -------------------- | -------------------- |
| Num                  | Coureuse             | Pos                  |
| 101                  | Toni Bradshaw        | 33e                  |
| 102                  | Catherine Cheatley   | 23e                  |
| 103                  | Marina Duvnjak       | 52e                  |
| 104                  | Brei Gudsell         | AB                   |
| 105                  | Serena Sheridan      | 29e                  |
| 106                  | Carissa Wilkes       | 17e                  |

| NSWIS-CBD-Degani ___ | NSWIS-CBD-Degani ___ | NSWIS-CBD-Degani ___ |
| -------------------- | -------------------- | -------------------- |
| Num                  | Coureuse             | Pos                  |
| 112                  | Leonie Burford (AUS) | 21e                  |
| 113                  | Lisa Friend (AUS)    | AB                   |
| 114                  | Jemma O'Brien (AUS)  | 25e                  |
| 117                  | Kate Finegan (AUS)   | AB                   |
| 118                  | Sue Forsyth (AUS)    | AB                   |

| QAS ___ | QAS ___             | QAS ___ |
| ------- | ------------------- | ------- |
| Num     | Coureuse            | Pos     |
| 121     | Ruth Corset (AUS)   | 31e     |
| 122     | Louise Kerr (AUS)   | AB      |
| 124     | Tahlia Paskin (AUS) | AB      |
| 125     | Carlee Taylor (AUS) | 18e     |
| 126     | Rachel Neylan (AUS) | AB      |

| VIS ___ | VIS ___               | VIS ___ |
| ------- | --------------------- | ------- |
| Num     | Coureuse              | Pos     |
| 131     | Katie Mactier (AUS)   | 28e     |
| 132     | Helen Kelly (AUS)     | 49e     |
| 133     | Belinda Goss (AUS)    | 46e     |
| 134     | Nicole Whitburn (AUS) | AB      |
| 135     | Katharine O'Shea      | AB      |
| 137     | Jessica Berry (AUS)   | AB      |

| Landlink ACTAS ___ | Landlink ACTAS ___     | Landlink ACTAS ___ |
| ------------------ | ---------------------- | ------------------ |
| Num                | Coureuse               | Pos                |
| 141                | Vicki Whitelaw (AUS)   | 15e                |
| 142                | Jenny MacPherson (AUS) | AB                 |
| 144                | Josephine Tomic (AUS)  | AB                 |

| MB Cycles Womens ___ | MB Cycles Womens ___  | MB Cycles Womens ___ |
| -------------------- | --------------------- | -------------------- |
| Num                  | Coureuse              | Pos                  |
| 147                  | Deborah Fagg (AUS)    | HD                   |
| 151                  | Liz Young (AUS)       | AB                   |
| 152                  | Carly Hibberd (AUS)   | 13e                  |
| 153                  | Hayley Wright (AUS)   | AB                   |
| 154                  | Patricia Palmer (AUS) | AB                   |
| 156                  | Sheree McKenzie (AUS) | AB                   |

| High Road Women TMP | High Road Women TMP       | High Road Women TMP |
| ------------------- | ------------------------- | ------------------- |
| Num                 | Coureuse                  | Pos                 |
| 1                   | Judith Arndt (GER)        | AB                  |
| 2                   | Alexis Rhodes (AUS)       | 50e                 |
| 3                   | Chantal Beltman (NED)     | 54e                 |
| 4                   | Ina-Yoko Teutenberg (GER) | 3e                  |
| 5                   | Linda Villumsen (DEN)     | 53e                 |
| 6                   | Oenone Wood (AUS) (route) | 38e                 |

| Equipe Nürnberger Versicherung NUR | Equipe Nürnberger Versicherung NUR | Equipe Nürnberger Versicherung NUR |
| ---------------------------------- | ---------------------------------- | ---------------------------------- |
| Num                                | Coureuse                           | Pos                                |
| 11                                 | Charlotte Becker (GER)             | 8e                                 |
| 12                                 | Suzanne de Goede (NED)             | 6e                                 |
| 13                                 | Eva Lutz (GER)                     | AB                                 |
| 14                                 | Edita Pučinskaitė (LTU)            | 26e                                |
| 15                                 | Regina Schleicher (GER)            | 5e                                 |
| 16                                 | Trixi Worrack (GER)                | 27e                                |

| Menikini-Selle Italia-Masters Color MSI | Menikini-Selle Italia-Masters Color MSI | Menikini-Selle Italia-Masters Color MSI |
| --------------------------------------- | --------------------------------------- | --------------------------------------- |
| Num                                     | Coureuse                                | Pos                                     |
| 21                                      | Susanne Ljungskog (SWE)                 | NP                                      |
| 22                                      | Rochelle Gilmore (AUS) (route)          | 4e                                      |
| 23                                      | Olivia Gollan (AUS)                     | HD                                      |
| 24                                      | Natalie Bates (AUS)                     | 42e                                     |
| 25                                      | Miho Oki (JPN) (route)                  | 11e                                     |
| 26                                      | Marina Romoli (ITA)                     | AB                                      |

| Cervélo Lifeforce RLT | Cervélo Lifeforce RLT   | Cervélo Lifeforce RLT |
| --------------------- | ----------------------- | --------------------- |
| Num                   | Coureuse                | Pos                   |
| 31                    | Kristin Armstrong (USA) | 37e                   |
| 32                    | Priska Doppmann (SUI)   | 14e                   |
| 33                    | Sarah Düster (GER)      | 10e                   |
| 34                    | Emma Rickards (AUS)     | 2e                    |
| 35                    | Christiane Soeder (AUT) | 43e                   |

| Vrienden van het Platteland VVP | Vrienden van het Platteland VVP | Vrienden van het Platteland VVP |
| ------------------------------- | ------------------------------- | ------------------------------- |
| Num                             | Coureuse                        | Pos                             |
| 41                              | Tina Pic (USA)                  | 19e                             |
| 42                              | Nikki Butterfield (AUS)         | AB                              |
| 43                              | Lorian Graham (AUS)             | 24e                             |
| 44                              | Jaccolien Wallaard (NED)        | 51e                             |

| Giant Pro Cycling GPC | Giant Pro Cycling GPC   | Giant Pro Cycling GPC |
| --------------------- | ----------------------- | --------------------- |
| Num                   | Coureuse                | Pos                   |
| 51                    | Meng Lang (CHN) (route) | 16e                   |
| 52                    | Yong Li Liu (CHN)       | 20e                   |
| 53                    | Huang Xiaomei (CHN)     | AB                    |
| 54                    | Gao Min (CHN)           | 41e                   |
| 55                    | Wang Fei (CHN)          | 32e                   |
| 56                    | Li Chen (CHN)           | AB                    |

| Webcor Builders ___ | Webcor Builders ___       | Webcor Builders ___ |
| ------------------- | ------------------------- | ------------------- |
| Num                 | Coureuse                  | Pos                 |
| 61                  | Christine Thorburn (USA)  | 45e                 |
| 62                  | Katheryn Curi (USA)       | 1re                 |
| 63                  | Amy Dombroski (USA)       | AB                  |
| 64                  | Erinne Willock (CAN)      | 40e                 |
| 65                  | Alexandra Wrubleski (CAN) | 30e                 |
| 66                  | Gina Grain (CAN) (route)  | 9e                  |

| Lotto-Belisol Ladiesteam LBL | Lotto-Belisol Ladiesteam LBL | Lotto-Belisol Ladiesteam LBL |
| ---------------------------- | ---------------------------- | ---------------------------- |
| Num                          | Coureuse                     | Pos                          |
| 71                           | Sara Carrigan (AUS)          | 47e                          |
| 72                           | Emma Mackie (AUS)            | 36e                          |
| 73                           | Kim Schoonbaert (BEL)        | AB                           |
| 74                           | Kathy Watt (AUS) (route)     | 55e                          |

| Australie AUS | Australie AUS    | Australie AUS |
| ------------- | ---------------- | ------------- |
| Num           | Coureuse         | Pos           |
| 81            | Jocelyn Loane    | AB            |
| 82            | Peta Mullens     | 12e           |
| 83            | Bridie O'Donnell | AB            |
| 84            | Tiffany Cromwell | 7e            |
| 85            | Carla Ryan       | 35e           |
| 86            | Amanda Spratt    | 34e           |

| États-Unis USA | États-Unis USA    | États-Unis USA |
| -------------- | ----------------- | -------------- |
| Num            | Coureuse          | Pos            |
| 91             | Lauren Franges    | 22e            |
| 92             | Alison Powers     | 39e            |
| 93             | Carmen McNellis   | 48e            |
| 94             | Katharine Carroll | AB             |
| 95             | Christine Ruiter  | 44e            |

| Nouvelle-Zélande NZL | Nouvelle-Zélande NZL | Nouvelle-Zélande NZL |
| -------------------- | -------------------- | -------------------- |
| Num                  | Coureuse             | Pos                  |
| 101                  | Toni Bradshaw        | 33e                  |
| 102                  | Catherine Cheatley   | 23e                  |
| 103                  | Marina Duvnjak       | 52e                  |
| 104                  | Brei Gudsell         | AB                   |
| 105                  | Serena Sheridan      | 29e                  |
| 106                  | Carissa Wilkes       | 17e                  |

| NSWIS-CBD-Degani ___ | NSWIS-CBD-Degani ___ | NSWIS-CBD-Degani ___ |
| -------------------- | -------------------- | -------------------- |
| Num                  | Coureuse             | Pos                  |
| 112                  | Leonie Burford (AUS) | 21e                  |
| 113                  | Lisa Friend (AUS)    | AB                   |
| 114                  | Jemma O'Brien (AUS)  | 25e                  |
| 117                  | Kate Finegan (AUS)   | AB                   |
| 118                  | Sue Forsyth (AUS)    | AB                   |

| QAS ___ | QAS ___             | QAS ___ |
| ------- | ------------------- | ------- |
| Num     | Coureuse            | Pos     |
| 121     | Ruth Corset (AUS)   | 31e     |
| 122     | Louise Kerr (AUS)   | AB      |
| 124     | Tahlia Paskin (AUS) | AB      |
| 125     | Carlee Taylor (AUS) | 18e     |
| 126     | Rachel Neylan (AUS) | AB      |

| VIS ___ | VIS ___               | VIS ___ |
| ------- | --------------------- | ------- |
| Num     | Coureuse              | Pos     |
| 131     | Katie Mactier (AUS)   | 28e     |
| 132     | Helen Kelly (AUS)     | 49e     |
| 133     | Belinda Goss (AUS)    | 46e     |
| 134     | Nicole Whitburn (AUS) | AB      |
| 135     | Katharine O'Shea      | AB      |
| 137     | Jessica Berry (AUS)   | AB      |

| Landlink ACTAS ___ | Landlink ACTAS ___     | Landlink ACTAS ___ |
| ------------------ | ---------------------- | ------------------ |
| Num                | Coureuse               | Pos                |
| 141                | Vicki Whitelaw (AUS)   | 15e                |
| 142                | Jenny MacPherson (AUS) | AB                 |
| 144                | Josephine Tomic (AUS)  | AB                 |

| MB Cycles Womens ___ | MB Cycles Womens ___  | MB Cycles Womens ___ |
| -------------------- | --------------------- | -------------------- |
| Num                  | Coureuse              | Pos                  |
| 147                  | Deborah Fagg (AUS)    | HD                   |
| 151                  | Liz Young (AUS)       | AB                   |
| 152                  | Carly Hibberd (AUS)   | 13e                  |
| 153                  | Hayley Wright (AUS)   | AB                   |
| 154                  | Patricia Palmer (AUS) | AB                   |
| 156                  | Sheree McKenzie (AUS) | AB                   |

Source.